# Trypoxylon malaisei
Trypoxylon malaisei (лат.) — вид песочных ос из подсемейства Crabroninae (триба Trypoxylini).

## Распространение
Восточная Азия: Приморский край, Китай, Корея, Тайвань, Япония, северо-восточная Бирма.

## Описание
Длина 10—16 мм. Передний край наличника с ясным выступом в середине. Мандибулы самок в основании чёрные, к вершине буроватые. Переднее крыло с 1 радиомедиальной и 1 дискоидальной ячейками.